# Persischer Klee
Der Persische Klee (Trifolium resupinatum), auch als Wende-Klee bezeichnet, ist eine Pflanzenart aus der Gattung Klee (Trifolium) in der Unterfamilie der Schmetterlingsblütler (Faboideae) innerhalb der Familie der Hülsenfrüchtler (Fabaceae).

## Beschreibung

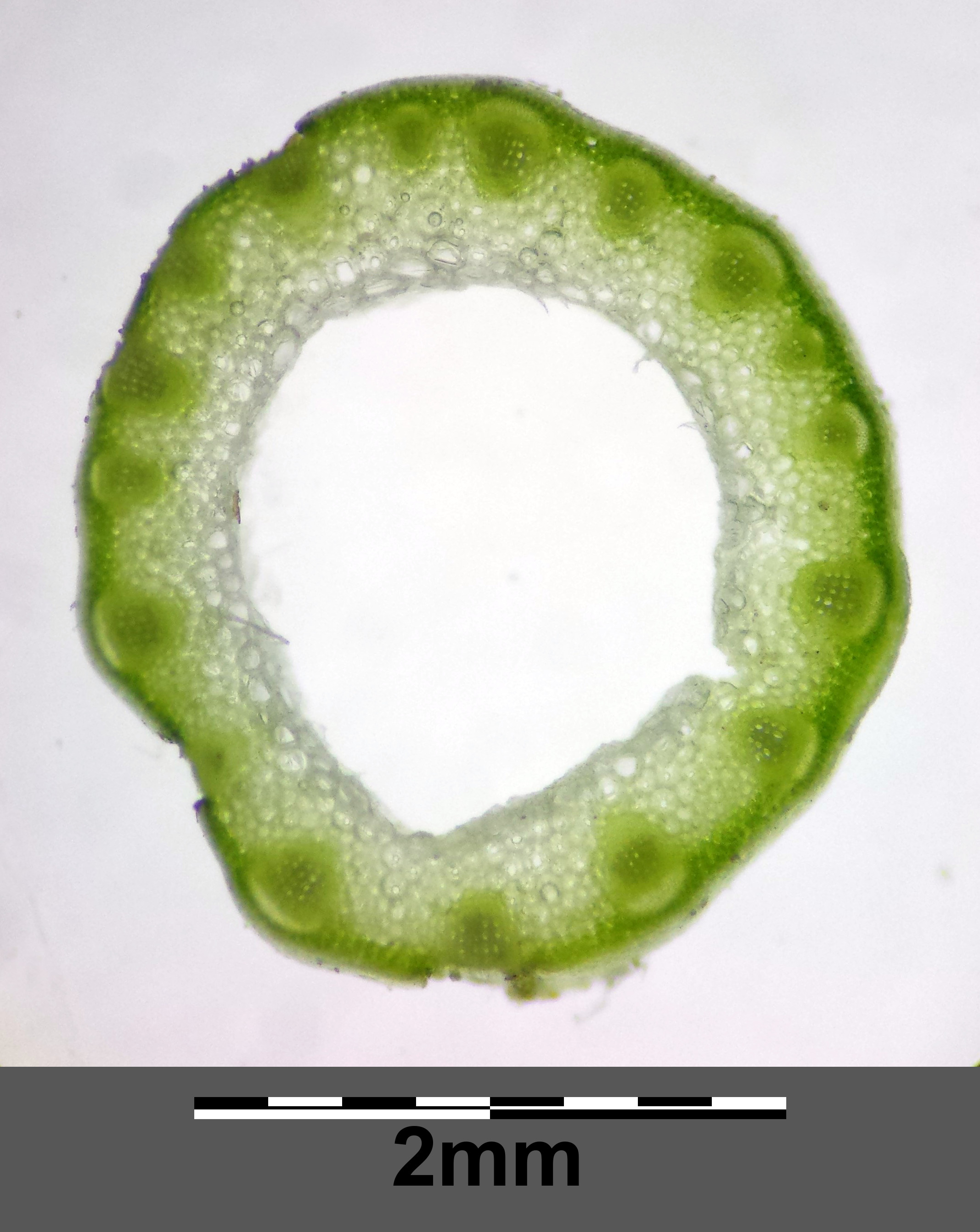
Hohler Stängel des Wohlriechenden Persischen Klee (Trifolium resupinatum var. majus) im Querschnitt

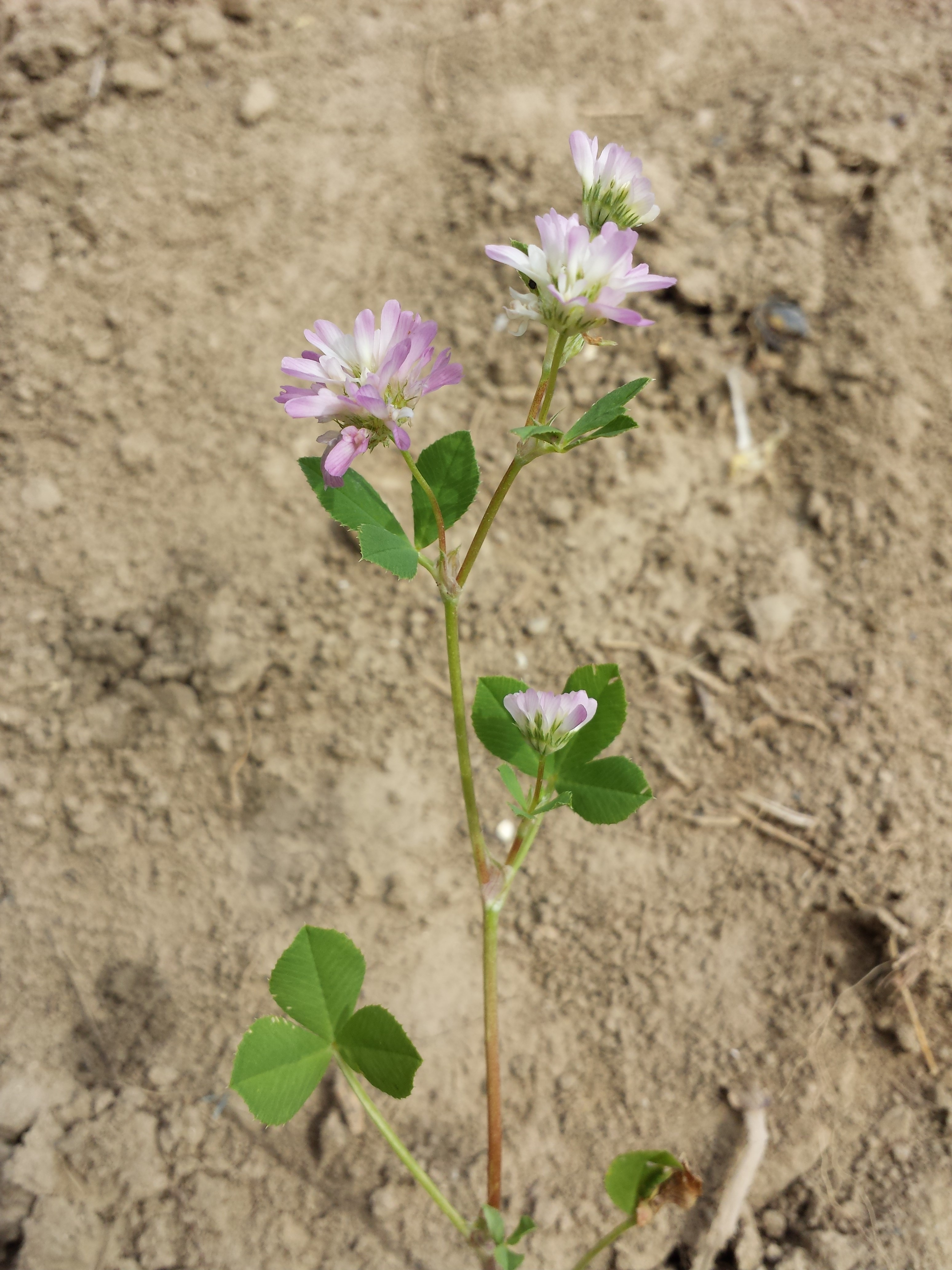
Stängel, Laubblätter und Blütenstände

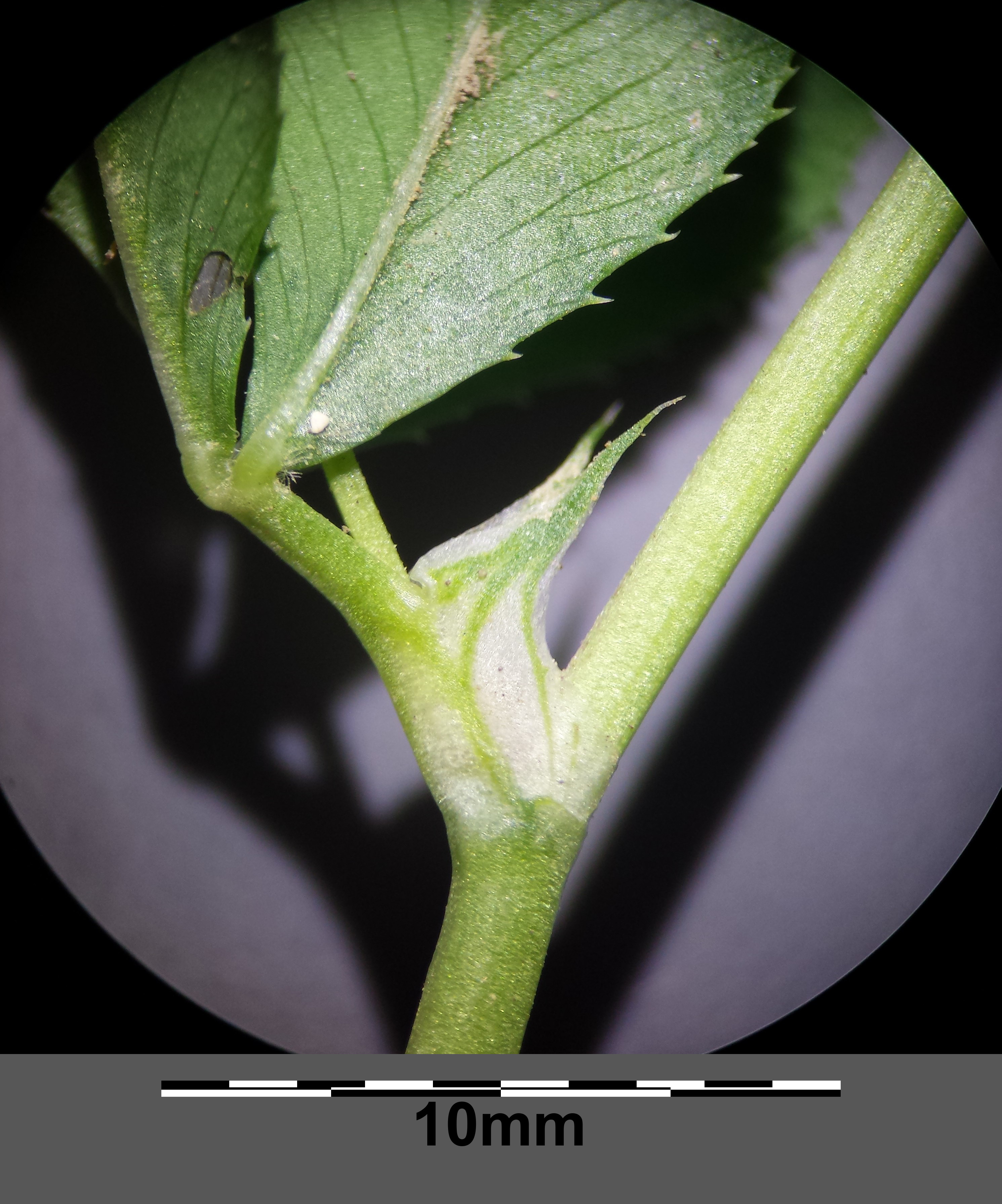
Stängel und Nebenblätter des Wohlriechenden Persischen Klee (Trifolium resupinatum var. majus) im

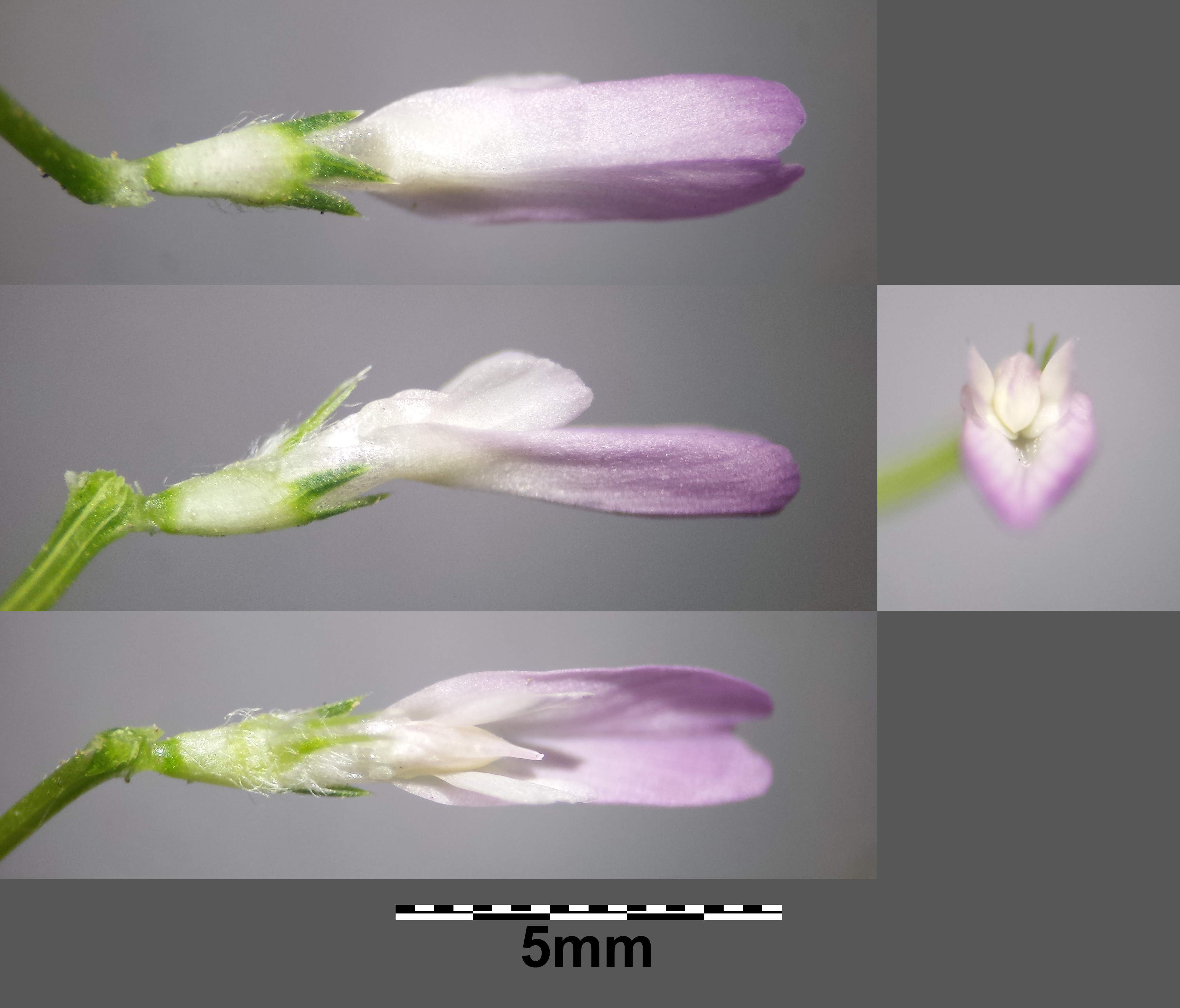
Zygomorphe Blüte des Wohlriechenden Persischen Klee (Trifolium resupinatum var. majus) im Detail

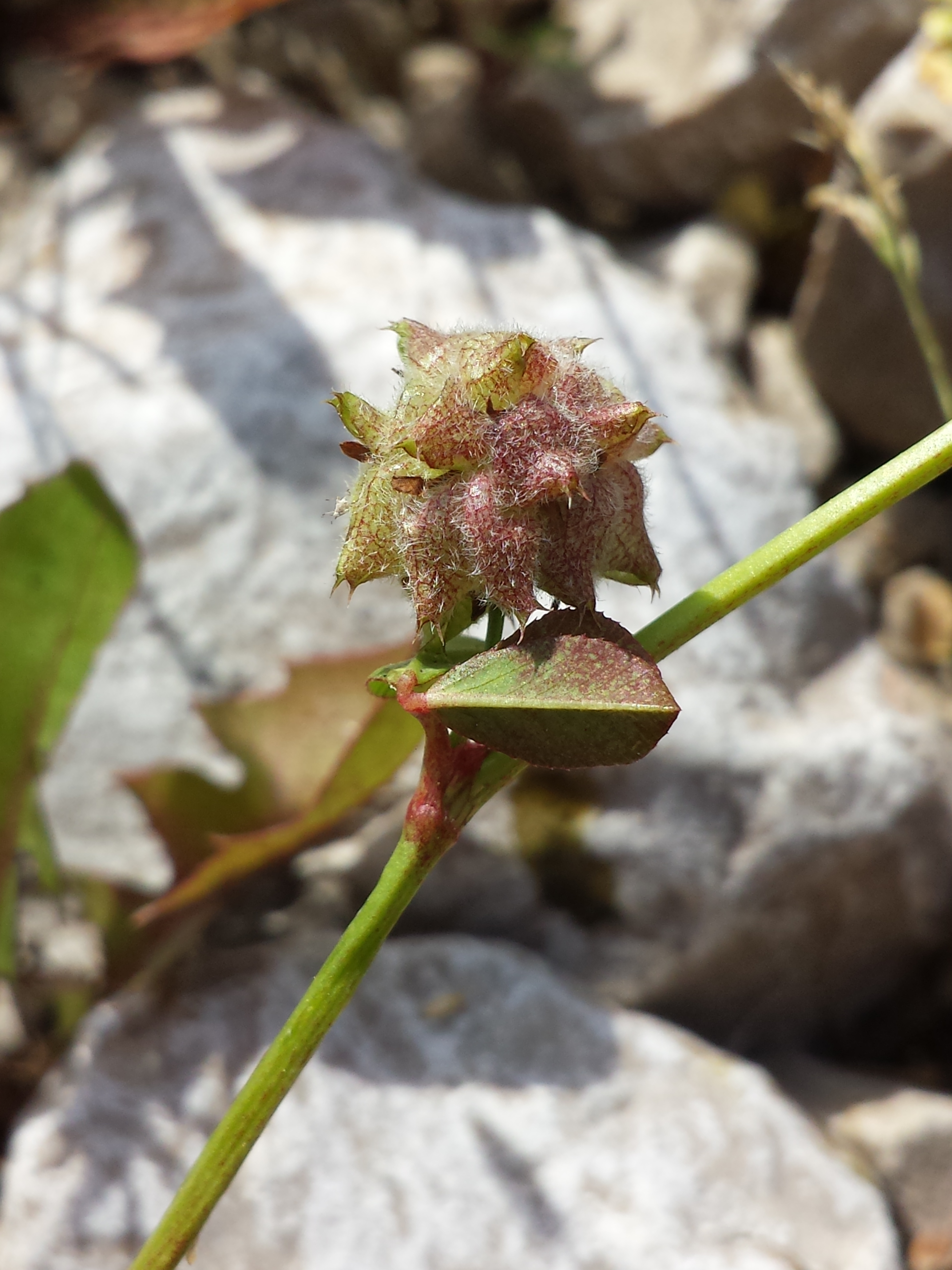
Fruchtstand

### Vegetative Merkmale
Der Persische Klee ist eine ein-, zwei- bis mehrjährige krautige Pflanze. Der nicht wurzelnde, hohle Stängel wächst niederliegend, aufsteigend bis aufrecht und erreicht Wuchslängen von etwa 10 bis 30 Zentimetern (in Kultur bis zu 60 Zentimetern). Die oberirdischen Pflanzenteile sind kahl.
Die wechselständig am Stängel angeordneten Laubblätter sind in Blattstiel und Blattspreite gegliedert. Der Blattstiel ist bis zu 8 Zentimeter lang. Die Blattspreite ist dreiteilig gefiedert. Die Fiederblättchen sind bei einer Länge von meist 1 bis 2,5 (0,5 bis 3,5) Zentimetern verkehrt-eiförmig mit keilförmiger Basis und am Rande fein gesägt. Die zwei häutigen Nebenblätter sind lanzettlich und verschmälern übergangslos in einen fädlichen Zipfel.

### Generative Merkmale
Die Blütezeit liegt vorwiegend in den Monaten April bis Juni; beispielsweise in der Schweiz auch bis August oder in Spanien ab März. Der Blütenstandsschaft ist relativ lang und meist viel länger als das darunter liegende Laubblatt. Die bei anfangs einem Durchmesser von etwa 10 Millimetern halbkugeligen, köpfchenförmigen Blütenstände vergrößern sich bis zur Fruchtzeit auf Durchmesser von 5 bis 22, selten bis zu 30 Millimetern. Der Blütenstand ist von einem Kranz aus etwa 1 Millimeter langen Hochblättern umgeben. Die vielen Blüten sind mehr oder weniger sitzend.
Die zwittrigen Blüten sind zygomorph und fünfzählig mit doppelter Blütenhülle. Die fünf Kelchblätter sind zu einem zweilippigen Kelch verwachsen und die Kelchzähne sind kürzer als die Kelchröhre. Der grün-weiße, drüsig behaarte und verkahlende Kelch ist zur Fruchtzeit häutig, blasig aufgetrieben und netznervig mit 1,2 bis 1,9 Millimeter langer Kelchröhre. Die Oberlippe ist drüsig-zottig oder wollig behaart und verkahlt fast; sie endet in zwei bei einer Länge von 0,6 bis 2, selten bis zu 2,3 Millimetern großen und auseinanderzeigenden Kelchzähnen. Die Unterlippe endet in drei bei einer Länge von 0,8 bis 1,5 Millimetern dreieckigen Kelchzähnen. Die Blütenkrone ist mit einer Länge von 5 bis 8 Millimetern viel länger als der Blütenkelch und besitzt die typische Form der Schmetterlingsblüte. Die Kronblätter sind rosafarben bis purpurviolett. Die meist 4 bis 7 Millimeter lange, kahle Fahne ist bei den oberen Blüten aufwärts gerichtet, aber die der unteren Blüten ist nach unten gerichtet; daher der Trivialname „Wende-Klee“ (die Blüten sind „umgedreht“ = resupinat). Das Schiffchen weist nach oben.
Die sitzende Hülsenfrucht ist vollständig im blasig aufgetriebenen Kelch eingeschlossen. Die kurz-eiförmige Hülsenfrucht öffnet sich nicht und enthält nur ein oder zwei Samen. Die oliv-grünen Samen sind 1,1 bis 1,4 Millimeter lang.

### Chromosomensatz
Die Chromosomenzahl beträgt x = 8 oder 7; es liegt meist Diploidie mit einer Chromosomenzahl von 2n = 16, seltener 14 vor. Auch eine Chromosomenzahl von 2n = 32 wurde gefunden, also Tetraploidie.

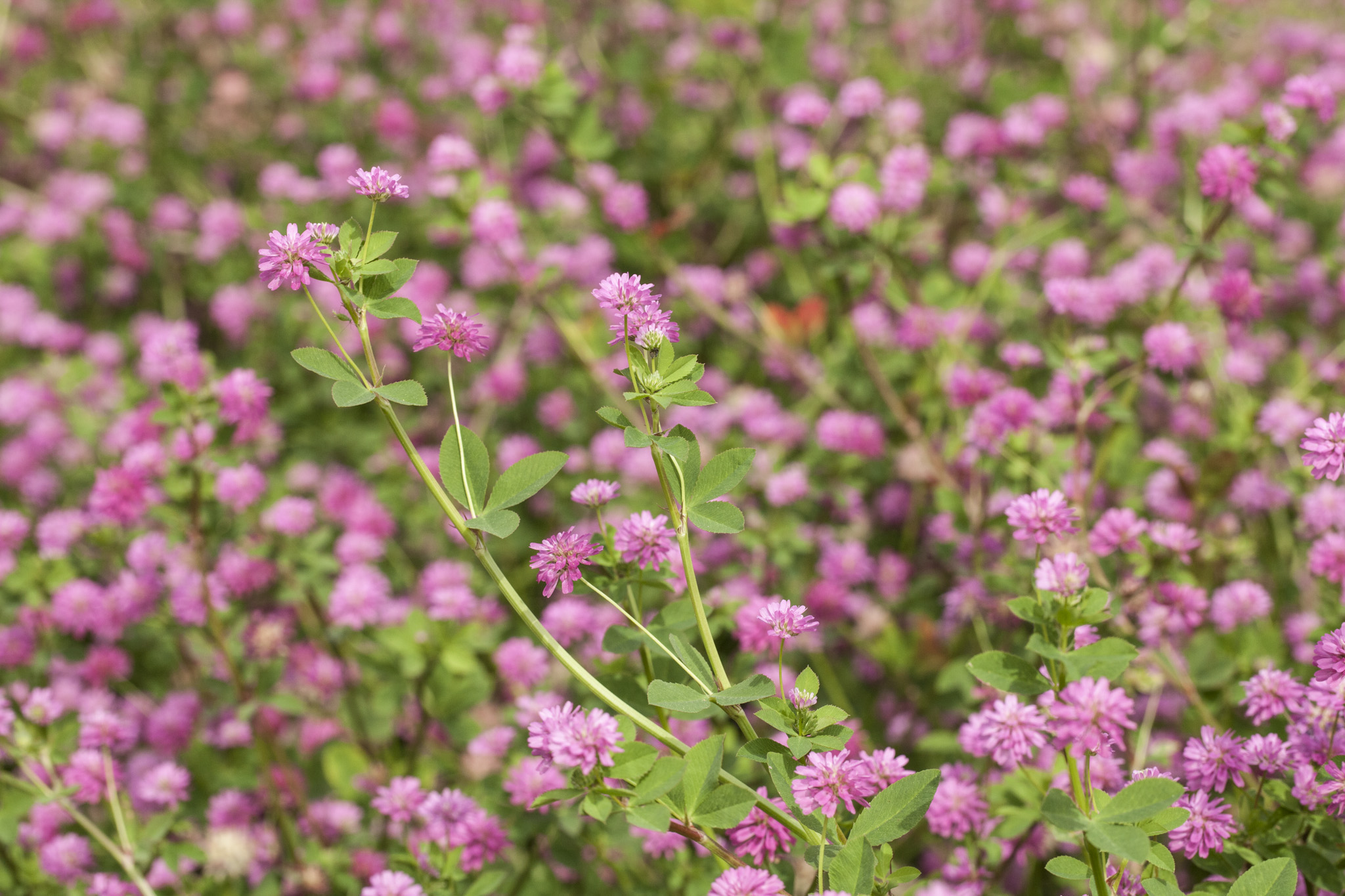
Bestand

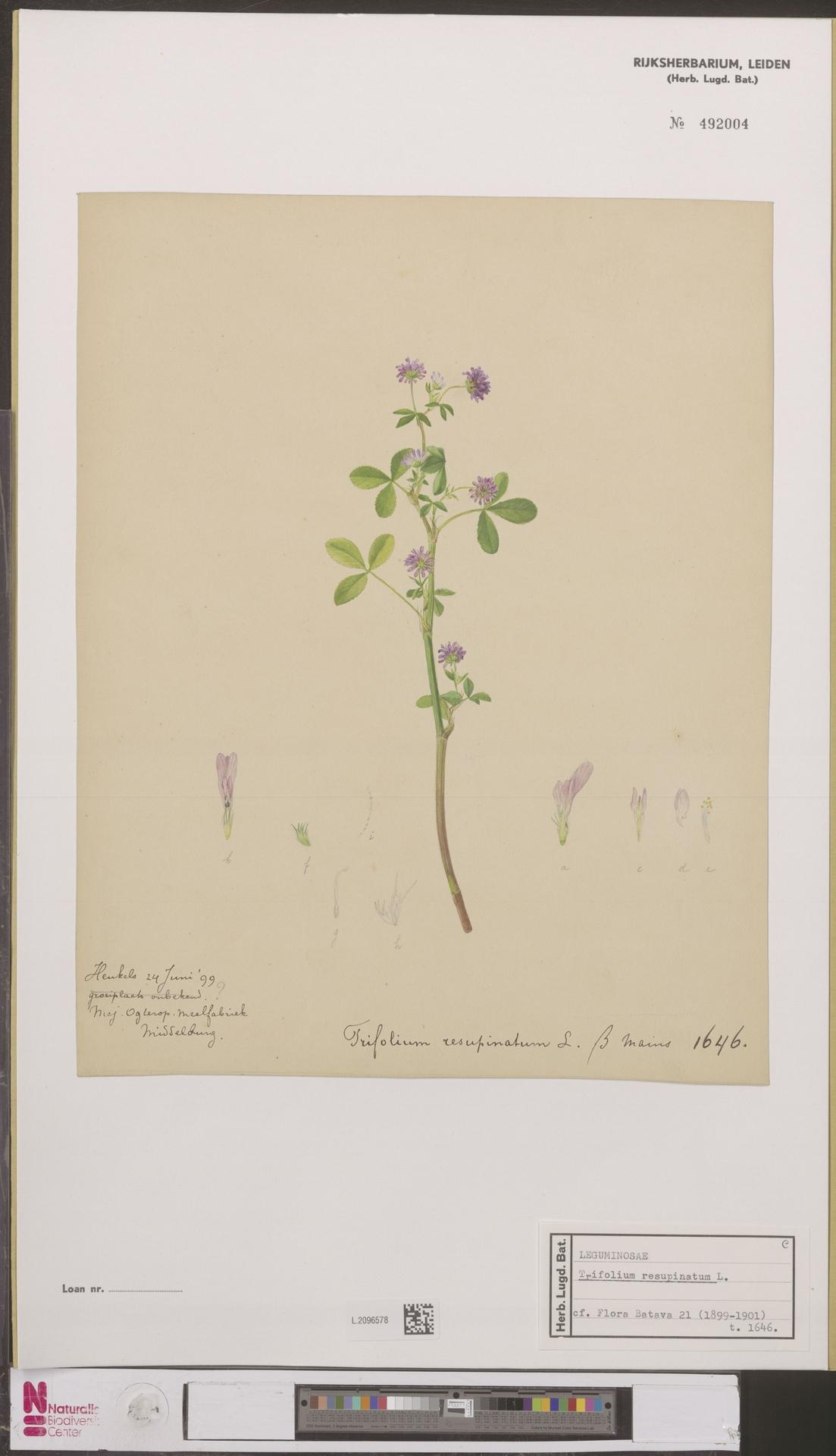
Illustration aus Flora Batava Band 21

## Ökologie
Beim Persischen Klee handelt es sich um einen mesomorphen bis skleromorphen, meist Therophyten.
Der Persische Klee entwickelt besonders zur Mittagszeit einen starken Honigduft. Die gedrehte Blüte scheint zuerst Jacques Barrelier (1606–1673) beobachtet zu haben, dessen Werk aber erst posthum 1714 durch Antoine de Jussieu publiziert wurde. Bei ausbleibender Fremdbestäubung erfolgt Selbstbestäubung, aber meist erfolgt die Bestäubung durch Insekten. Der Persische Klee ist selbstkompatibel. Blütenökologisch handelt es sich um Schmetterlingsblumen vom Fabaceentyp mit Klappeinrichtung. Bestäuber sind Hymenopteren. Als Belohnung für die Bestäuber wird nur wenig Nektar angeboten.
Die Diasporen beim Persischen Klee sind die vom haltbaren, blasig aufgetriebenen Kelch umgebenen Früchte; es handelt sich um Ballonflieger, also erfolgt die Ausbreitung durch den Wind (Anemochorie). Es kommt auch Ausbreitung auf der Oberfläche von Tieren (Epichorie) vor.

## Vorkommen und Nutzung
Der Persische Klee ist in Makaronesien, im Mittelmeerraum und von Vorderasien über den Kaukasusraum bis zum Iran und über Afghanistan bis Pakistan verbreitet. In West- und Mitteleuropa kommt er wohl nur eingeschleppt vor. Es gibt Fundortangaben für die Kanarischen Inseln sowie Madeira und das nördliche Algerien, Marokko, Tunesien, das nördliche Libyen, Ägypten, Israel, den Libanon, das nordwestliche Jordanien, Syrien, Iran, Irak, die Türkei, Zypern, Malta, Bulgarien, Rumänien, das ehemalige Jugoslawien, Ungarn, Spanien, Portugal, Frankreich, die Schweiz, Italien, die Ukraine, die Krim, Armenien, Aserbaidschan, Georgien, Dagestan, Krasnodar, Stawropol, Afghanistan sowie Pakistan.
Der Persische Klee gehört in Südwestasien zu den ältesten Futterpflanzen. In Deutschland befindet sich der Wohlriechende Persische Klee (Trifolium resupinatum var. majus Boiss.) erst seit den 1960er Jahren im Anbau. In Mitteleuropa wird der Persische Klee vorwiegend als Futterpflanze, zur Gründüngung und als Bienenweide in Reinsaat, aber auch mit anderen Arten zusammen zur Böschungsbegrünung verwendet. Aus diesen Kulturen kann er, meist unbeständig, verwildern, er ist dann an Acker- und Wegrändern beispielsweise im Lolio-Plantaginetum zu finden. Der Persische Klee wächst in Trittgesellschaften und Wegeunkrautgesellschaften. Mit dem verstärkten Anbau nahmen auch die Fundmeldungen zu; eine Einbürgerung konnte jedoch in Baden-Württemberg im letzten Jahrhundert nicht festgestellt werden. In Deutschland handelt es sich um einen in Einbürgerung befindlichen Neophyten. In der Schweiz gilt er als Neophyt.
Trifolium resupinatum wird in vielen Gebieten der Welt angebaut und neigt zum verwildern. Trifolium resupinatum wird als Futterpflanze genutzt. Mehrere Sorten werden auf Weiden und Wiesen zur Heugewinnung angebaut. Durch die stickstofffixierenden Knöllchenbakterien werden die Erträge auf diesen Flächen erhöht.
In seinen Standortansprüchen gleicht der Persische Klee dem Erdbeer-Klee. Der Persische Klee gedeiht am besten auf warmen, dichten, schweren, leicht kochsalzhaltigen, nährstoffreichen Lehm- oder Tonböden, die sandig sein können.
Der Persische Klee steigt in Mitteleuropa in den Gebirgen nur selten über Höhenlagen von 1000 Metern. In der Schweiz wurde er im Kanton Wallis in Höhenlagen von etwa 1400 Metern und im Oberengadin bei 1700 Metern beobachtet. In Mitteleuropa kommt er insgesamt selten vor, er bildet aber in den Anbaugebieten an Feldwegen zuweilen lockere kleine Bestände.
Die ökologischen Zeigerwerte nach Landolt et al. 2010 sind in der Schweiz: Feuchtezahl F = 3w+ (mäßig feucht aber stark wechselnd), Lichtzahl L = 4 (hell), Reaktionszahl R = 4 (neutral bis basisch), Temperaturzahl T = 4+ (warm-kollin), Nährstoffzahl N = 4 (nährstoffreich), Kontinentalitätszahl K = 4 (subkontinental), Salztoleranz 1 = tolerant.

## Systematik
Die Erstveröffentlichung von Trifolium resupinatum erfolgte 1753 durch Carl von Linné in Species Plantarum, Tomus II, S. 771. Das Artepitheton resupinatum bedeutet herumgedreht und bezieht sich auf die Blüte, bei der das Schiffchen oben ist. Homonyme sind: Trifolium resupinatum Willk. und Trifolium resupinatum Less. Synonyme für Trifolium resupinatum L. sind: Amoria resupinata (L.) Roskov, Galearia resupinata C.Presl.
Je nach Autor gibt es von Trifolium resupinatum etwa zwei Varietäten:
- Wohlriechender Persischer Klee (Trifolium resupinatum var. majus Boiss., Syn.: Trifolium resupinatum subsp. suaveolens (Willd.) Ponert, Trifolium suaveolens Willd.)[13]
- Trifolium resupinatum L. var. resupinatum[13]